# سكوت مارشال (مخرج)
سكوت مارشال (بالإنجليزية: Scott Marshall)‏ هو مخرج أمريكي، ولد في 17 يناير 1969 في لوس أنجلوس في الولايات المتحدة.

## وصلات خارجية
- سكوت مارشال على موقع IMDb (الإنجليزية)
- سكوت مارشال على موقع ألو سيني (الفرنسية)
- سكوت مارشال على موقع ميوزك برينز (الإنجليزية)
- سكوت مارشال على موقع أول موفي (الإنجليزية)
- سكوت مارشال على موقع قاعدة بيانات الفيلم (الإنجليزية)
- سكوت مارشال على موقع كينوبويسك (الروسية)